# Пальмиотти, Джимми
Джеймс Пальмиотти (англ. James Palmiotti) — американский автор комиксов.

## Ранние годы
Пальмиотти учился в Высшей школе искусств и дизайна в Нью-Йорке.

## Личная жизнь
Джеймс женат на Аманде Коннер, которая также занимается комиксами. Они нередко создают произведения вместе. Какое-то время пара жила в Бруклине, но с 2010 года поселилась во Флориде.

## Награды
В 2014 году Джимми Пальмиотти получил премию Inkpot Award за свои достижения в индустрии комиксов.